# Eimeria perfingens
Eimeria perfingens należy do królestwa Protista, rodziny Eimeriidae, rodzaj Eimeria. Wywołuje u królików chorobę pasożytniczą - kokcydiozę. Eimeria perfingens pasożytuje w jelicie cienkim.